# Atomosia mucida
Atomosia mucida är en tvåvingeart som beskrevs av Osten Sacken 1887. Atomosia mucida ingår i släktet Atomosia och familjen rovflugor. Inga underarter finns listade i Catalogue of Life.